# Leland (Caroline du Nord)

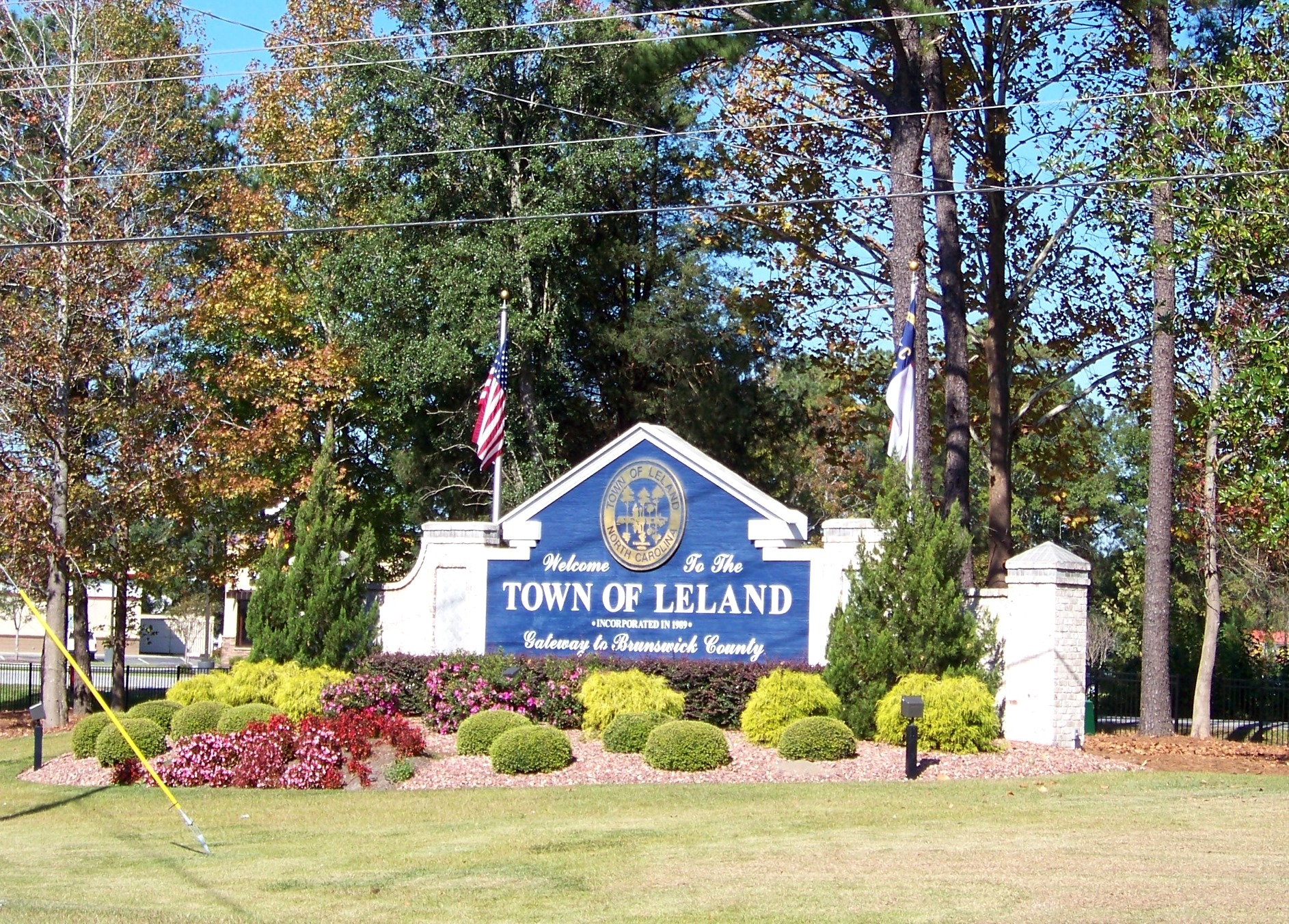
Panneau de bienvenue de la ville de Leland.

Pour les articles homonymes, voir Leland.
Leland est une ville américaine située dans le comté de Brunswick dans l'État de Caroline du Nord. En 2010, sa population était de 13 257 habitants.

## Démographie
| 1990  | 2000  | 2010   | - | - | - |
| ----- | ----- | ------ | - | - | - |
| 1 801 | 4 602 | 13 527 | - | - | - |

## Source de la traduction
- (en) Cet article est partiellement ou en totalité issu de l’article de Wikipédia en anglais intitulé « Leland, North Carolina » (voir la liste des auteurs).